# Marianne Rosenbergová
Marianne Rosenbergová (* 10. března 1955 Berlín) je německá zpěvačka pop music.
Narodila se jako třetí ze sedmi dětí v sintské rodině v berlínské čtvrti Lankwitz, její otec Otto Rosenberg byl funkcionářem Ústřední rady německých Sintů a Romů. Jako čtrnáctiletá nahrála svůj první hit „Mr. Paul McCartney“. Vynikla v žánru Schlagermusik a šansonu, jejími nejúspěšnějšími nahrávkami byly „Er gehört zu mir“ a „Lieder der Nacht“. Spolupracovala také s punkovou skupinou Extrabreit. Patří k nejpopulárnějším umělkyním v prostředí gay komunity.
Hrála jednu z hlavních rolí ve filmu Der Biß a dabovala Mamu Odie v německé verzi animovaného filmu Princezna a žabák. Byla porotkyní soutěže Deutschland sucht den Superstar a vydala knižní autobiografii Kokolores.
Jejím životním partnerem je politik Michael Klöckner.

## Diskografie
- 1971 Fremder Mann
- 1972 Er ist nicht wie du
- 1974 Wären Tränen aus Gold
- 1975 Er gehört zu mir
- 1975 Ich bin wie du
- 1976 Lieder der Nacht
- 1976 Marleen
- 1979 Wo ist Jane
- 1980 Ruf an!
- 1980 Ich hab' auf Liebe gesetzt
- 1982 Nur Sieger stehn im Licht
- 1989 Ich denk an dich
- 1992 Nur eine Nacht
- 2000 Himmlisch
- 2001 Nur das Beste
- 2004 Lieder der Nacht-Special ed.
- 2004 Für Immer Wie Heute
- 2008 I'm a woman
- 2011 Regenrythmus